# Формула 1 — сезона 1978
29. сезона Формуле 1 је одржана 1978. године од 15. јануара до 8. октобра. Вожено је 16 трка. Возачку титулу је освојио Марио Андрети. Он је последњи Американац који је победио на некој Ф1 трци до данас. Поред стандардних трка вожених те године, вожена је још једна трка која се није бодовала за првенство возача и конструктора. То је била трка БРДЦ (енг. British Racing Drivers' Club) првенства у оквиру правила Формуле 1, уједно и последња. Ту трку је победио будући шампион Ф1 Кеке Розберг возећи своју тек другу трку Формуле 1. Сезона ће бити упамћена и по смрти „Супер Швеђанина“ Ронија Петерсона у првом кругу на трци за ВН Италије на стази Монца.